# Cechenena helops
Cechenena helops là một loài bướm đêm thuộc họ Sphingidae. Nó sống ở miền Australasia, notably restricted to Papua New Guinea. Its physical characteristics include a forewing length of approximately 54 milimét.

## Sự miêu tả

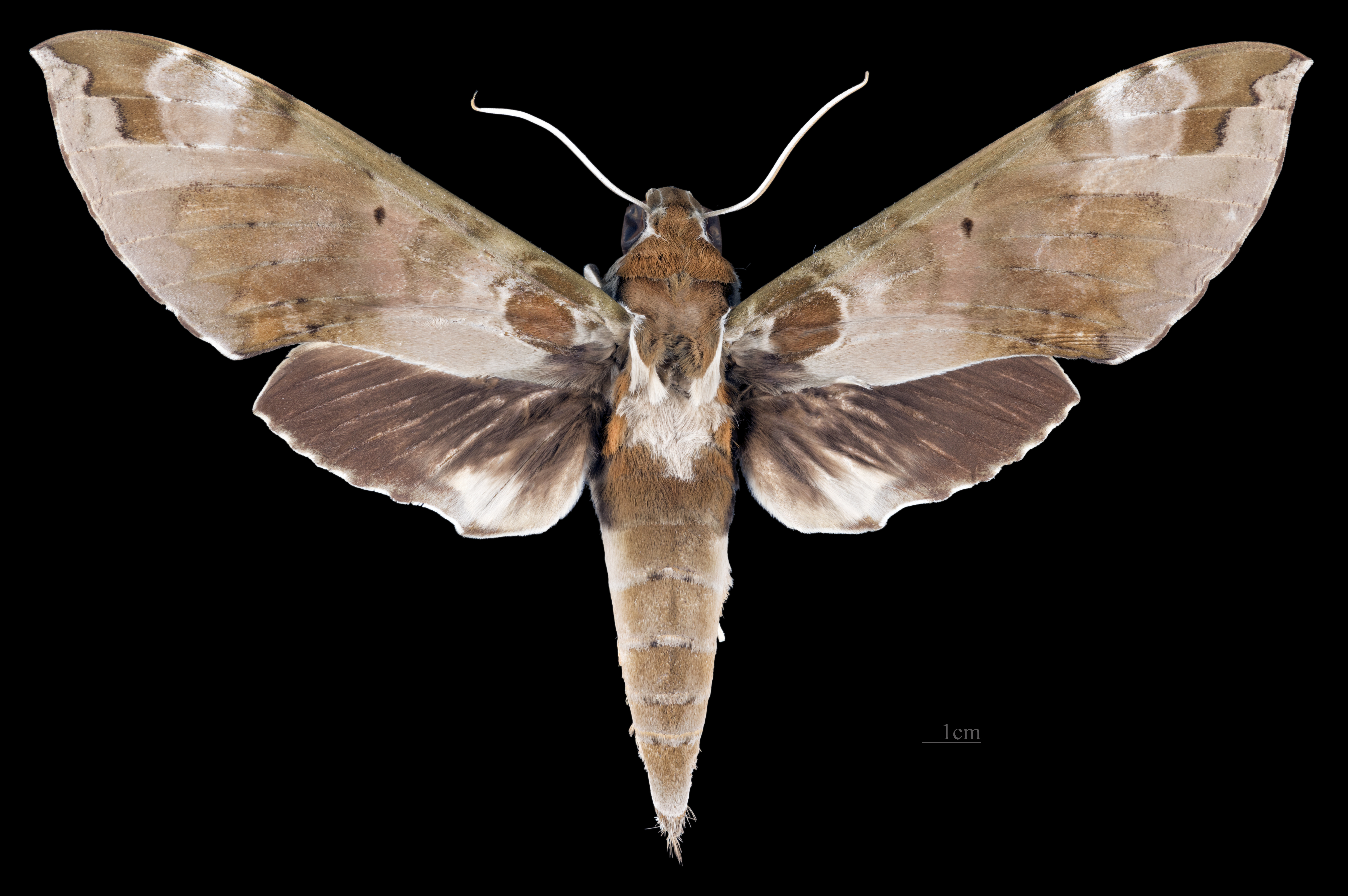
Cechenena helops helops ♀
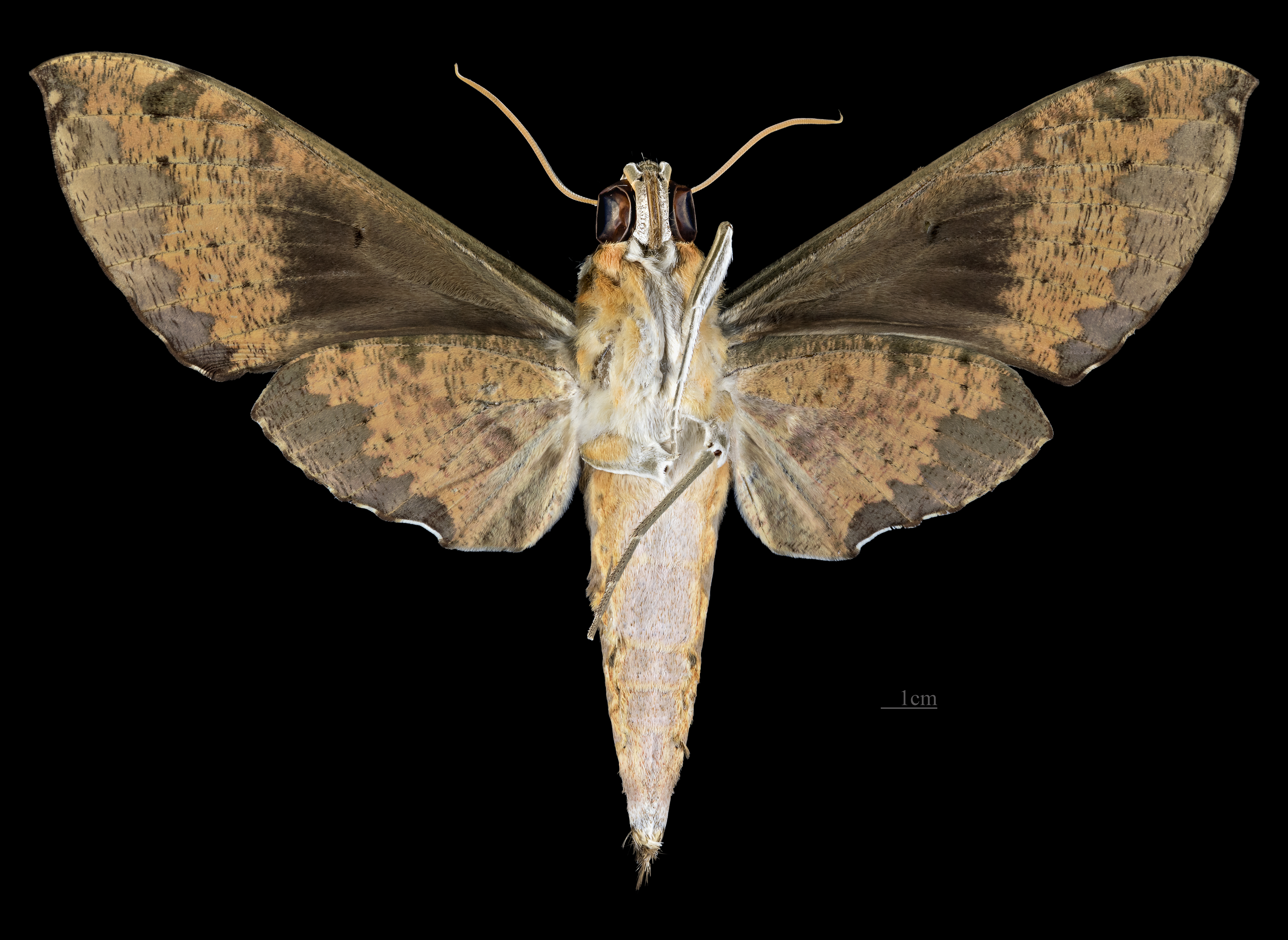
Cechenena helops helops ♀ △

## Phụ loài
- - Cechenena helops interposita - Joicey & Talbot, 1921
  - Cechenena helops papuana - Rothschild & Jordan, 1903

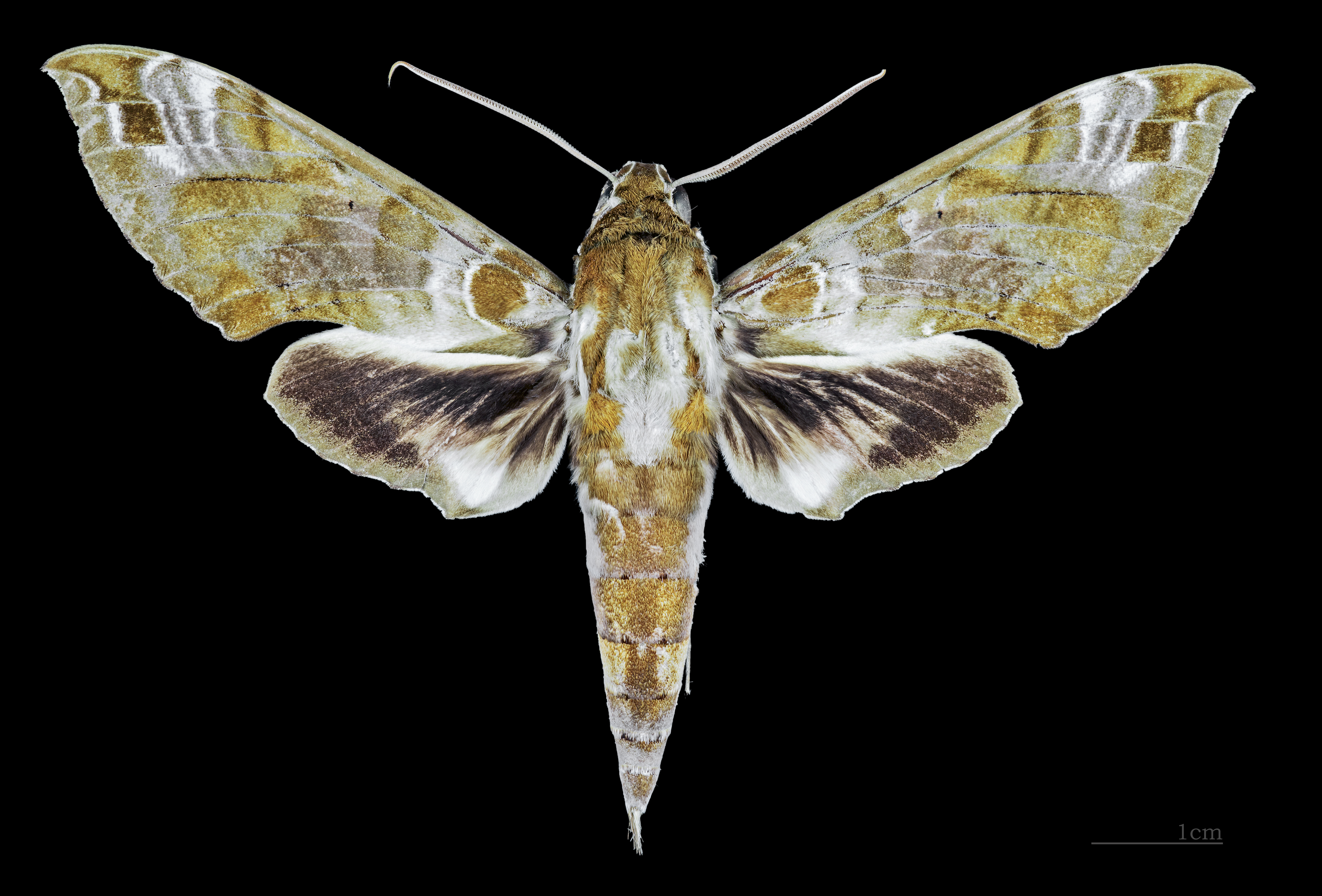
Cechenena helops papuana ♂
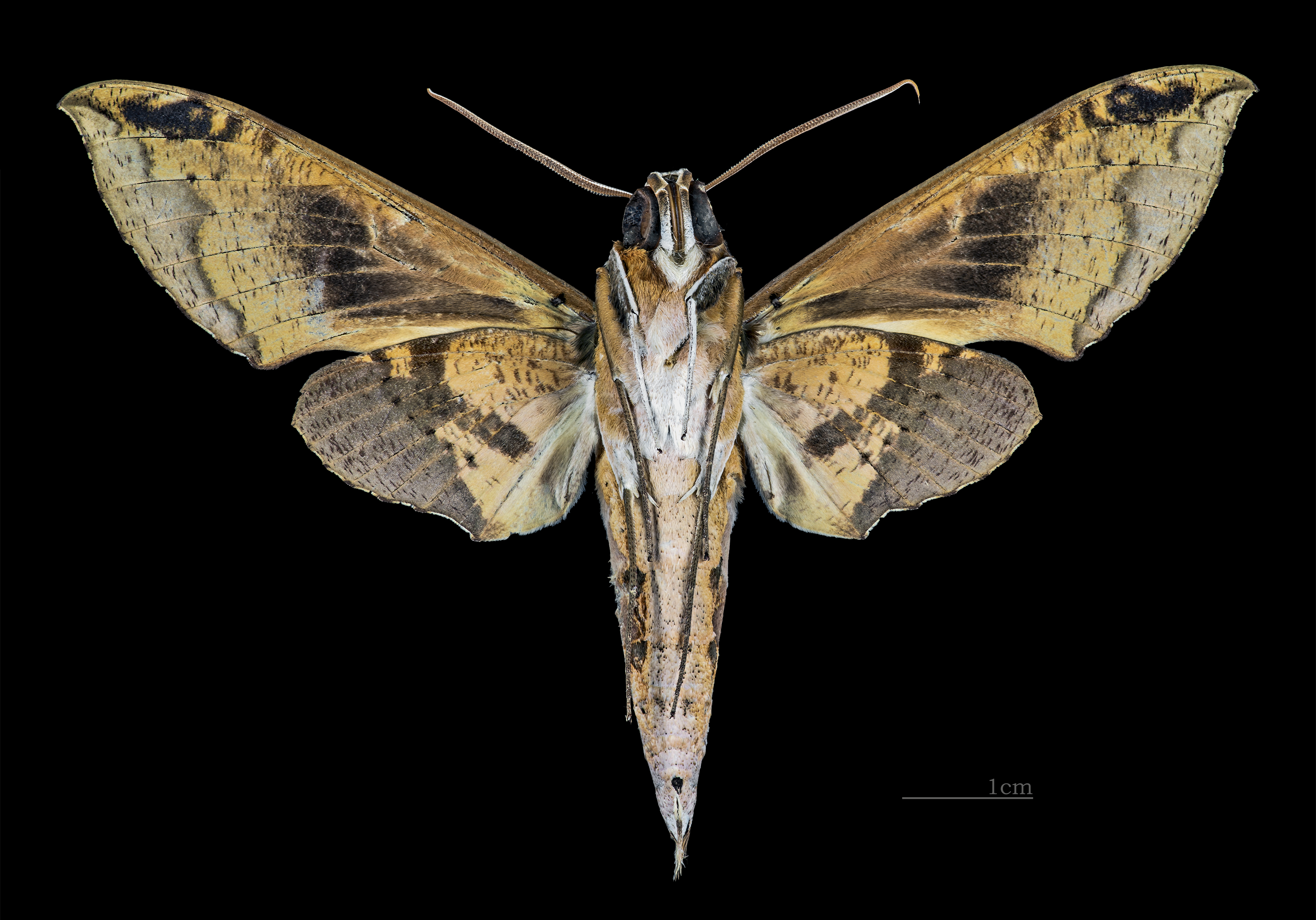
Cechenena helops papuana ♂ △